# The Villages
The Villages és una concentració de població designada pel cens dels Estats Units a l'estat de Florida. Segons el cens del 2008 tenia 75.000 habitants.

## Demografia
Segons el cens del 2000, The Villages tenia 8.333 habitants, 4.392 habitatges, i 3.583 famílies. La densitat de població era de 619,9 habitants/km².
Dels 4.392 habitatges en un 0,3% hi vivien nens de menys de 18 anys, en un 80,1% hi vivien parelles casades, en un 1,2% dones solteres, i en un 18,4% no eren unitats familiars. En el 15,6% dels habitatges hi vivien persones soles l'11,1% de les quals corresponia a persones de 65 anys o més que vivien soles. El nombre mitjà de persones vivint en cada habitatge era d'1,89 i el nombre mitjà de persones que vivien en cada família era de 2,05.
Per edats la població es repartia de la següent manera: un 0,3% tenia menys de 18 anys, un 0,3% entre 18 i 24, un 1,5% entre 25 i 44, un 40,4% de 45 a 60 i un 57,5% 65 anys o més.
L'edat mediana era de 66 anys. Per cada 100 dones de 18 o més anys hi havia 90,9 homes.
La renda mediana per habitatge era de 42.542 $ i la renda mediana per família de 45.078 $. Els homes tenien una renda mediana de 58.173 $ mentre que les dones 26.176 $. La renda per capita de la població era de 28.343 $. Entorn del 2,8% de les famílies i el 3,7% de la població estaven per davall del llindar de pobresa.

## Poblacions més properes
El següent diagrama mostra les poblacions més properes.